# 용과 같이
《용과 같이》(일본어: 龍が如く 류가고토쿠[*])는 세가 게임즈에서 제작하는 일련의 액션 어드벤처 비디오 게임 시리즈이다. 영어권에서는 《야쿠자》(Yakuza)라는 제목으로 발매된다. 2005년에 플레이스테이션 2 출시된 《류가 고도쿠: 용과 같이》부터 시작해, 2017년 기준으로 전세계 누계출하수는 1050만을 돌파했다.

## 개요
나고시 토시히로가 2003년에 기획을 했으며, 2005년에 나고시에 의해서 나온 본작은 ‘실재 번화가’를 컨셉트로, 성인 남성을 타겟으로 하고 있다. 기획 · 개발 초기에는 “일본 성인 남성만을 목표로 할 것이다” “해외에서는 발매하지 않을 것이다(후에 해외에서도 발매)”라는 컨셉트에서, 세가 상층부를 설득하는 데 고생했으며, 당시의 세가사 내에서도 고평가는 불과 30%로, 나머지 70%가 부정적인 평가였다. “이 평가를 올바르게 사용자에게 전할 수 있으면 반드시 이길 수 있다”라는 전념에서 최종적으로 성공을 거뒀다. CERO의 연령제한에서는 18세 이상 대상으로 되어있었지만, 후에 제한 규제 재검토에 따라서 17세 이상 대상 소프트웨어로 변경이 됐다. 프로모션의 일환으로 본작을 주제로 한 실사 영화도 제작됐다. 이후 시리즈화되어서, 속편 작품 · 외전 작품이나 본작과 세계관을 공유하는 《흑표》 시리즈가 발매되고 있다.
리얼하게 재현된 모형 정원(거리) 속을 자유롭게 이동할 수 있는 게임이다. 길 이외에도 다종다양한 무기나 음식 등의 아이템 종류나,
게임 센터나 배팅 센터 등의 방식과는 관계 없는 미니 게임, 캬바클럽을 시뮬레이트한 것의 존재 등에서 보다 현실감을 연출하고 있다. 자신의 발로 이동해서 심볼 인카운트제에 따라서 적과 싸움을 벌이게 되며, 싸움에서는 주로 맨주먹이나 무기 등의 타격에 의한 콤보, 가드나 잡기, 피하기 동작 액션을 구사해사 싸운다. 적에게 공격을 성공하는 것으로 ‘히트 게이지’가 상승해가며, 어느 정도 모이면 지형이나 무기 등을 이용한 ‘히트 액션’을 사용할 수 있다. 특정의 포츠나 일부 장면에서는 시간 내에 버튼을 누르거나 해서 연타하는 것으로 피하기나 반격, 추격할 수 있는 QTE(퀵타임 이벤트)가 발생한다. 당연히 플레이어의 라이프가 0이 되면 게임 오버가 된다(전투장 등 예외도 있음).
게스트 성우진에는 배우 와타리 테츠야, 미하라 준코가 출연. 와타리는 《2》와 《0》에서는 같은 역, 《3》에는 다른 역으로 출연하고 있다. 이후 작품에서도 다수의 배우 · 탤런트가 게스트 성우로 출연하고 있지만, 《4》 이후는 페이스 캡처에 의해서 출연자 얼굴을 모델링한 캐릭터를 등장시키는 형태가 주류되고 있다.
2005년도의 패미통 어워드에서 우수상(프런티어상)을 수상. 2009년, 더 베스트 재발매판을 포함해서 매상이 밀리언 히트에 달성했다고 본작의 총합 프로듀서인 나고시 토시히로가 자신의 블로그에서 발표했다
2012년 11월 1일, 본작과 《용과 같이2》를 하나로 정리해서 플레이스테이션 3으로 이식한 《용과 같이1&2 HD EDITION》가 발매되며, 2013년 8월 8일에 동일 작품을 Wii U로 이식한 《용과 같이1&2 HD For Wii U》를 발매.
2013년 7월 9일부터 8월 8일까지 용과 같이 시리즈 공식 사이트에서 《5》까지의 넘버링 작품에 등장한 100명의 캐릭터에 의한 ‘용과 같이 시리즈 캐릭터 총선거’로 칭한 인기 투표가 실시됐다. 2013년 8월 18일에 최종결과가 발표됐으며, 1위: 마지마 고로, 2위: 키류 카즈마, 3위: 사에지마 타이가, 4위: 아키야마 슌, 5위: 도지마 다이고, 6위: 바바 시게키, 7위: 타니무라 마사요시, 8위: 와타세 마사루, 9위: 고다 류지, 10위: 미네 요시타카, 이 상위 10명의 특제 디지털 아이템이 배포됐다.
2015년 12월에 시리즈 10주년을 맞아서, 그것에 앞서서 2015년 3월 12일에 본작의 앞 이야기를 그렸던 《용과 같이0: 맹세의 장소》를 발매. 또, 본작으로는 처음으로 무대화가 됐으며, 2015년 4월 24일부터 4월 29일까지(총 8공연) 아카사카 ACT 시어터에서 상연됐다. 10주년을 기녕한 작품으로 2016년 1월 21일에 본작을 리메이크한 《용과 같이 극》이 발매됐으며, 2016년 3월 20일에 플레이스테이션 아레나를 통해서 《용과 같이》 시리즈의 첫 한글화 작품의 출시를 발표했으며, 2016년 5월 26일에 출시가 됐으며, 5월 28일에 서울 자양동 커먼그라운드에서 발매 기념 행사가 행해졌다. 2016년 가을에는 시리즈의 첫 플레이스테이션 4 독점 타이틀이 되는 《용과 같이6 (가제)》가 발매될 예정이다
친구와 사랑하는 여자를 위해서 보스 살해 죄를 덮어써서 징역 10년의 형벌을 끝내고 카무로쵸에 돌아온 주인공 ‘키류 카즈마’는 엄마를 찾는 소녀와 만난다. 그 소녀 ‘하루카’는 예전에 키류가 소속하고 있던 관동 최대의 광역 폭력단 ‘동성회’에서 빼낸, 100억엔의 열쇠를 쥐고 있다고 해서, 여러 야쿠자 세력에서 노려지고 있었다. 하루카를 지키기 위해서 싸우는 키류는 싸움 속에서 ‘사람으로 살아가는 것의 의미’를 찾아내게 된다.

## 극중의 주요 용어
도지마의 용(堂島の龍)
도지마조의 구성원 시절의 키류의 다른 이름으로, 등에 새겨진 응룡의 문신에서 나온 말이다. 《0》에서의 활약 이후, 불리게 됐다.
동성회(東城会)
간토 일원의 야쿠자를 묶는 일대 조직. 시리즈를 통해서 중요한 역할을 맡는다.
도지마조(堂島組)
키류와 니시키야마가 소속하고 있던 동성회 직계 조직이다. 도지마 조장이 죽은 후에 카자마조에 흡수합병됐다.
오미연합(近江連合)
간사이 일원을 묶는 조직으로 동성회와 쌍벽을 이룬다. 《2》와 《5》에서는 간사이의 야쿠자로 이야기의 중요한 열쇠의 하나가 된다.
親殺し
보통은 존속 살해를 가리키지만, 야쿠자 세계에서는 자신이 속하는 조의 조장을 살해하는 것을 가리킨다. 유사적인 친자 관계로 구성되며, 친자식보다 절대적인 주종 관계를 가지는 야쿠자 세계에서는 최대급의 큰 죄가 되며, 이것을 범한 자는 절연의 처벌을 받으며, 복역중 · 출소 후 상관없이 목숨을 노린다. 작중에서는 이를 범한 니시키야마를 감싸며 키류가 이 죄를 뒤집어썼지만, 재결합 가능성이 있는 파문이라는 이례의 처분을 받는다.
카무로쵸(神室町)
시리즈를 통해서 무대가 되는 도쿄 최대의 환락가. 모델은 신주쿠 가부키 정.
아몬 일족
모든 용과 같이 시리즈에서 히든 보스 밎 서브 스토리 보스로 나온다.

### 노래
- 주제가: 이나바 코시 〈BLEED〉(버밀리언 레코드)
- 테마송: 이나바 코시 〈Receive You［Reborn］〉(버밀리언 레코드)

## 관련 작품

### 영화
용과 같이: 서장
키류 카즈마의 청춘 시절을 그린 후나키 마사카츠 주연 영화. 2006년 3월 24일에 DVD로 발매됐다.
용이 간다
키타무라 카즈키 주연 영화. 2007년 3월 3일에 도에이 계열에서 공개됐다. 영화에는 공유가 ‘박철 역’으로 출연한다.

### 넘버링
용과 같이 2
2006년 12월 7일 발매(플레이스테이션 2)
용과 같이 3
2009년 2월 26일 발매(플레이스테이션 3)
용과 같이 4: 전설을 잇는 자
2010년 3월 18일 발매(플레이스테이션 3)
용과 같이 5: 꿈을 이루는 자
2012년 12월 6일 발매(플레이스테이션 3)
용과 같이 0: 맹세의 장소
2015년 3월 12일 발매(플레이스테이션 4, 플레이스테이션 3)
용과 같이 6: 생명의 시
2016년 12월 8일 발매, 한국 미발매(플레이스테이션 4)
용과 같이 7: 빛과 어둠의 행방
2020년 1월 16일 발매

### 스핀 오브
용과 같이 켄잔!
2008년 3월 6일 발매(플레이스테이션 3)
타이요일렉에서 파친코화(《CR 용과 같이 켄잔!》)됐다.
용과 같이: OF THE END
2011년 6월 9일 발매(플레이스테이션 3)
타이요일렉에서 파치스로화(《파치스로 용과 같이: 오브 더 엔드》)됐다.
용과 같이 신장!
2014년 2월 22일 발매(플레이스테이션 4, 플레이스테이션 3))

### 리메이크(리마스터)
용과 같이 1&2 HD EDITION
2012년 11월 1일 발매(플레이스테이션 3)
《용과 같이》와 《용과 같이2》를 HD 리마스터화해서 하나로 정리한 작품.
용과 같이1&2 HD For Wii U
2013년 8월 8일 발매(Wii U)
《1&2 HD》를 Wii U로 이식한 시리즈 첫 닌텐도게임기용 타이틀. ‘Wii U GamePad’의 조작에도 대응한다.
용과 같이 극
2016년 1월 21일 발매(플레이스테이션 4, 플레이스테이션 3)
《용과 같이》를 리메이크해서 다양한 추가 요소를 넣은 작품이다.

### 흑표
흑표: 용과 같이 신장
2010년 9월 22일 발매(플레이스테이션 포터블)
TBS 계열에서 드라마화(MBS 제작), 주간 영 매거진에서 코믹화(아사다 유카이 저작)됐다.
흑표2: 용과 같이 아수라편
2012년 3월 22일 발매(플레이스테이션 포터블)
TBS 계열에서 드라마화(MBS제작)됐다.

### 모바일
용과 같이 모바일 for GREE
2011년 2월 23일~2013년 4월 25일까지 공개 (피처 폰, 아이폰)
《용과 같이: OF THE END》, 《흑표2: 용과 같이 아수라편》과 연동하고 있었다.
용과 같이 반
2012년 3월 26일 공개(스마트폰)

### 무대
용과 같이 무대판
동명 게임의 첫 무대화. 2015년 4월 24일부터 4월 29일까지(총 8공연), 아카사카 ACT 시어터에서 상연. 주연은 타키가와 에이지. 2015년 8월 27일에 DVD화.
출연
- 키류 카즈마(일본어: 桐生一馬) 역: 타키가와 에이지
- 니시키야마 아키라(일본어: 錦山彰) 역: 사노 가쿠
- 사와무라 유미(일본어: 澤村由美) 역: 사쿠라노 아야네
- 하루카(일본어: 遥) 역: 사카이 란
- 다테 마코토(일본어: 伊達真) 역: 이시가키 유마
- 타나카 신지(일본어: 田中シンジ) 역: 호소가이 케이
- 사이의 꽃장수(일본어: サイの花屋) 역: 이모아라이자카 카카리초
- 카즈키(일본어: 一輝) 역: 난바 쇼헤이
- 유야(일본어: ユウヤ) 역: 와타나베 카즈키
- 시마노 후토시(일본어: 嶋野太) 역: 오시마 우사부로
- 테라다 유키오(일본어: 寺田行雄) 역: 아키바 요지
- 스도 준이치(일본어: 須藤純一) 역: 이가라시 케이스케
- 아케미(일본어: アケミ) 역: 히라타 마사토
- 레이나(일본어: 麗奈) 역: 카모 미호코
- 라우카롱(중국어 정체: 劉家龍) 역: 이토 타카시
- 진구 쿄헤이(일본어: 神宮京平) 역: 카노 유키카즈
- 고다 류지(일본어: 郷田龍司) 역: 진나이 쇼
- 마지마 고로(일본어: 真島吾朗) 역: 쿠보즈카 슌스케
- 카자마 신타로(일본어: 風間新太郎) 역: 나다카 타츠오

스태프
- 프로듀서: 키쿠치 히토시, 아사다 칸타
- 각본 · 연출: 타무라 타카히로
- 각본 협력: 이토 타카시
- 슈퍼 바이저: 요시다 코지
- 제작: 레이넷
- 주최: 세가 게임즈, D×L 크리에이션, TV 아사히 뮤직

## 수상
- 2005 제9회 CESA GAME AWARDS - GAME AWARDS FUTURE 수상 (《용과 같이》)
- 패미통 어워드2005 - 우수상 · 프런티어상(《용과 같이》)
- 일본게임대상2006 - 연간 작품부문 우수상(《용과 같이》)
- 패미통 어워드2006 - 우수상 드라마틱상(《용과 같이 2》)
- 일본게임대상2007 - 연간 작품부문 우수상(《용과 같이 2》)
- 일본게임대상2007 - 퓨처부문 수상(《용과 같이 켄잔!》)
- 일본게임대상2008 - 연간 작품부문 우수상(《용과 같이 켄잔!》)
- 일본게임대상2008 - 퓨처부문 수상(《용과 같이 3》)
- 일본게임대상2009 - 연간 작품부문 우수상(《용과 같이 3》)
- 패미통 어워드2009 - 우수상(《용과 같이 3》)
- 일본게임대상2009 - 퓨처부문(《용과 같이 4: 전설을 잇는 자》)
- 일본게임대상2010 - 연간 작품부문 우수상(《용과 같이 4: 전설을 잇는 자》)
- 패미통 어워드2010 - 우수상(《용과 같이 4: 전설을 잇는 자》)
- 일본게임대상2010 - 퓨처부문(《용과 같이: OF THE END》)
- 일본게임대상2012 - 퓨처부문(《용과 같이 5: 꿈을 이루는 자》)
- 패미통 어워드2012 - 우수상(《용과 같이 5: 꿈을 이루는 자》)
- 패미통 어워드2012 - 캐릭터 보이스상(쿠로다 타카야(《용과 같이 5: 꿈을 이루는 자》 키류 카즈마 역))
- 일본게임대상2013 - 퓨처부문(《용과 같이 유신》)
- 일본게임대상2014 - 퓨처부문(《용과 같이 0: 맹세의 장소》)
- 패미통 어워드2014 - 우수상(《용과 같이 유신》)
- 일본게임대상2015 - 연간 작품부문 우수상(《용과 같이 0: 맹세의 장소》)

### 내용주
1. ↑  무기라고 해도 거리에서는 간판이나 자전거 등 그 장소에 있는 것이 대부분이다.
2. ↑  얼굴 내민 출연은 《4》 이전에도 캬바 클럽 여성 등에서 실현하고 있지만, 메인에 관계되는 캐릭터에 도입한 것은 《4》부터이다.
3. ↑  복수로 1인 취급의 캐릭터도 있기에 엄밀히는 100명 이상이 된다.

### 참고주
1. ↑  “アジア地域で50万本突破！シリーズ累計750万本達成！” [아시아 지역에서 50만을 돌파! 시리즈 누계 750만 달성!] (일본어). 용과 같이.com. 2015년 6월 13일에 확인함.
2. ↑  닛케이 비지니스 어소시에 2009년 5월 19일호
3. ↑  “【前編】『ゲーム業界に入ったことは、一種の挫折でしかなかった』” [【전편】“게임 업계에 들어간 것은 일종의 좌절밖에 없었다”]. 《VILLAGE CAFE》 (일본어). 2015년 5월 18일.
4. ↑  “【ファミキャリ!会社探訪(27)】極上のエンターテインメント作品『龍が如く』シリーズを手がけるセガゲームス コンシューマ・オンラインカンパニーを訪問” [【패미캐리! 회사 탐방(27)】최상의 엔터테인먼트 작품 “용과 같이” 시리즈를 맡는 세가 게임즈 컨슈머 온라인 컴퍼니를 방문]. 《패미통.com》 (일본어). 카도카와 드완고. 2015년 7월 30일.
5. ↑  “龍が如くPRESENTS『復活！神室町 RADIO STATION』第5回” [용과 같이 PRESENTS “부활! 가무로 정 RADIO STATION” 제5화]. 용과 같이.com. 2012년 2월 27일. 2012년 10월 3일에 확인함.
6. ↑  “気づけば100万本” [알아차리면 100만장]. 《나고시 토시히로 공식 블로그》 (일본어). 2009년 2월 4일. 2016년 3월 5일에 원본 문서에서 보존된 문서. 2016년 6월 22일에 확인함.
7. ↑  “『龍が如く』シリーズ キャラクター総選挙” [“용과 같이” 시리즈 캐릭터 총선거] (일본어). 용과 같이.com. 2013년 9월 6일에 확인함.
8. 1 2  “セガの大ヒットゲームシリーズ『龍が如く』が初の舞台作品化決定！” [세가의 대히트 게임 시리즈 “용과 같이”가 첫 무대 작품화로 결정!] (일본어). 산케이 뉴스. 2015년 4월 2일에 원본 문서에서 보존된 문서. 2015년 3월 13일에 확인함.
9. ↑  “【速報】初代『龍が如く』をもとにしたシリーズ最新作『龍が如く 極』（PS4、PS3）が2016年1月21日に発売決定!!” [【정보】초대 “용과 같이”를 기본으로 한 시리즈 최신판 “용과 같이 극”(PS4, PS3)이 2016년 1월 21일로 발매 결정!!] (일본어). 패미통.com.
10. ↑  서삼광 (2016년 3월 21일). “SCEK, 언챠티드4-용과 같이:극 5월 10일과 26일 연이어 출시 발표”. 베타뉴스. 2016년 6월 22일에 확인함.
11. ↑  최지웅. “하타노 유이, 한국에 떴다…PS4 '용과같이극' 알림이 역할 톡톡”. 《게임조선》.
12. ↑  “【速報】『龍が如く6（仮題）』の制作が始動!　PS4専用タイトルとして2016年秋発売予定!!　2016年1月21日発売予定の『龍が如く 極』に先行体験版が同梱!!” [【속보】“용과 같이6 (가제)”의 제작이 시동! PS4 전용 타이틀로 2016년 가을 발매 예정!! 2016년 1월 21일 발매 예정인 “용과 같이 극”에서 선행 체험판 동봉!!] (일본어). 패미통.com.
13. ↑  ‘《용과 같이》 시리즈 10주년 기념본 용대전’엔더 브레인, 2016년 1월 21일 발매
14. ↑  ‘용과 같이2 완전 공략 극의 서’ 엔터브레인, 2007년 1월 24일 발매

## 참고 문헌
- “【名越稔洋氏×武田隆氏対談】（前編） 新旧ゲーム屋対決――ソーシャルゲームはゲームじゃない!?” [【나고시 토시히로 씨×타케다 타카시 씨 대담】(전편) 신구 오락실 대결――소셜 게임은 게임이 아니다!?] (일본어). 다이아몬드사. 2017년 10월 17일에 원본 문서에서 보존된 문서. 2013년 6월 4일에 확인함.
- “【名越稔洋氏×武田隆氏対談】（後編） 『龍が如く』誕生秘話 “不自由さ”を残したことで生まれた大ヒットゲーム” [【나고시 토시히로 씨×타케다 타카시 씨 대담】(후편) “용과 같이” 탄생 비화 ‘부자유’를 남긴 것으로 생긴 대히트 게임] (일본어). 다이아몬드사. 2019년 3월 30일에 원본 문서에서 보존된 문서. 2013년 6월 4일에 확인함.